# Kieren Hutchison
Kieren Robert Hutchison (ur. 9 października 1974 w Auckland) – nowozelandzki aktor.

## Kariera
Najbardziej znany z roli Jonathona McKenna z nowozelandzkiej opery mydlanej Shortland Street, Andy'ego Hargrove'a z serialu telewizyjnego Pogoda na miłość, Kerry'ego Connelly'ego z Rączego Wildfire'a oraz Jake'a Prestona z Monarch Cove.
Wystąpił również w innych serialach telewizyjnych jak The Adventures of Swiss Family Robinson w roli Ernsta Robinsona oraz Williama Tella z serialu obyczajowego Legenda Wilhelma Tella.

## Życie prywatne
W 2003 roku Hutchison wziął ślub z amerykańską aktorką Nicole Tubiola.

## Filmografia
| Film i telewizja | Film i telewizja                        | Film i telewizja        | Film i telewizja    |
| Rok              | Film                                    | Rola                    | Notatki             |
| ---------------- | --------------------------------------- | ----------------------- | ------------------- |
| 1993             | Shortland Street                        | doktor Jonathon McKenna | 1993–96, 2011       |
| 1995             | Riding High                             | Steven Brighton         | 27 odcinków         |
| 1995             | Xena: Wojownicza księżniczka            | Talis                   | 1 odcinek           |
| 1998             | The Adventures of Swiss Family Robinson | Ernst Robinson          | 10 odcinków         |
| 1998             | Młody Herkules                          | Orpheus                 | 3 odcinki           |
| 1998             | Legenda Wilhelma Tella                  | William Tell            | 15 odcinków         |
| 2000             | Cleopatra 2525                          | Johnny                  | 1 odcinek           |
| 2001             | Nikt cię nie usłyszy                    | Robert Player           |                     |
| 2004             | Czarodziejki                            | Mitch                   |                     |
| 2004             | Pogoda na miłość                        | Andy Hargrove           | 2004–08 19 odcinków |
| 2006             | Sea of Fear                             | Tom                     |                     |
| 2006             | Monarch Cove                            | Jake Preston            | 14 odcinków         |
| 2006             | Rączy Wildfire                          | Kerry Connelly          | 2006–07 11 odcinków |
| 2008             | Bieguny śmierci                         | doktor Bradley          |                     |
| 2009             | Kwiaciarka                              | Stephen                 |                     |
| 2009             | Zaklinacz dusz                          | Jack Pimsler            | 1 odcinek           |
| 2010             | CSI: Kryminalne zagadki Nowego Jorku    | Finnegan Hansard        | 1 odcinek           |
| 2010             | Castle                                  | Cody Donnelly           | 1 odcinek           |
| 2013             | Grimm                                   | Andre                   | 1 odcinek           |